# Politikai patronázs
A politikai patronázs vagy klientelizmus állami erőforrások felhasználása szervezetek vagy egyének finanszírozására, szavazatszerzés céljából, illetve a választási támogatásért cserében.
A világban léteznek legális patronázsrendszerek is. Kanadában például hagyomány, hogy a miniszterelnök szenátorokat nevez ki, illetve számos bizottság, ügynökség elnökét, és sok esetben a kinevezéseket olyanok kapják, akik támogatták a miniszterelnök pártját.  
Ugyanakkor a név a korrupció, illetve a protekcionizmus egyik fajtáját is takarhatja, amennyiben egy kormányzó párt egyes csoportokat, családokat, etnikumokat támogat illegális ajándékokkal, kinevezésekkel, szerződésekkel a választási támogatásuk megszerzése érdekében.

## Fordítás
Ez a szócikk részben vagy egészben  a   Patronage című angol Wikipédia-szócikk ezen változatának fordításán alapul.  Az eredeti cikk szerkesztőit annak laptörténete sorolja fel. Ez a jelzés csupán a megfogalmazás eredetét és a szerzői jogokat jelzi, nem szolgál a cikkben szereplő információk forrásmegjelöléseként.